# Haideé Ojeda
Haideé Ojeda (* 13. November 1989) ist eine spanische Badmintonspielerin. 

## Karriere
Haideé Ojeda wurde 2009 erstmals nationale Meisterin in Spanien. Vier weitere Titelgewinne folgten bis 2013. 2010 nahm sie an den Badminton-Weltmeisterschaften teil, 2012 an den Europameisterschaften.

## Sportliche Erfolge
| Saison | Veranstaltung                     | Disziplin | Platz | Partner           |
| ------ | --------------------------------- | --------- | ----- | ----------------- |
| 2003   | Spanish Junior Nationals U15 2003 | WS        | 1     |                   |
| 2005   | Spanish Junior Nationals U19 2005 | WD        | 1     | Amanda Márquez    |
| 2006   | Spanish Junior Nationals U19 2006 | XD        | 1     | David Domínguez   |
| 2007   | Spanish Junior Nationals U19 2007 | XD        | 1     | David Domínguez   |
| 2008   | Spanish Junior International 2008 | XD        | 1     | David Domínguez   |
| 2008   | Spanish Junior Nationals U19 2008 | XD        | 1     | Luis Siles        |
| 2008   | Spanish Nationals 2008            | XD        | 3     | David Domínguez   |
| 2009   | Portugal International 2009       | XD        | 3     | Carlos Longo      |
| 2009   | Spanish Nationals 2009            | XD        | 1     | Carlos Longo      |
| 2010   | Spanish Nationals 2010            | XD        | 1     | Carlos Longo      |
| 2010   | Spanish Nationals 2010            | WD        | 3     | Laura Molina      |
| 2011   | Spanish Nationals 2011            | XD        | 2     | Carlos Longo      |
| 2011   | Spanish International 2011        | XD        | 3     | Carlos Longo      |
| 2011   | Spanish Nationals 2011            | WD        | 2     | Laura Molina      |
| 2012   | Spanish Nationals 2012            | XD        | 1     | Ernesto Velázquez |
| 2013   | Spanish Nationals 2013            | WD        | 1     | Laura Molina      |
| 2013   | Spanish Nationals 2013            | XD        | 1     | Ernesto Velázquez |
| 2013   | Spanish International 2013        | WD        | 3     | Laura Molina      |
| 2014   | Portugal International 2014       | XD        | 3     | Alberto Zapico    |
| 2014   | Spanish Nationals 2014            | WD        | 2     | Laura Molina      |
| 2014   | Spanish Nationals 2014            | XD        | 2     | Alberto Zapico    |
| 2015   | Spanish Nationals 2015            | WD        | 1     | Laura Molina      |
| 2015   | Spanish Nationals 2015            | XD        | 1     | Alberto Zapico    |
| 2016   | Spanish Nationals 2016            | WD        | 3     | Laura Molina      |